# Gressy, Seine-et-Marne
Gressy är en kommun i departementet Seine-et-Marne i regionen Île-de-France i norra Frankrike. Kommunen ligger i kantonen Mitry-Mory som tillhör arrondissementet Meaux. År 2022 hade Gressy 803 invånare.

## Befolkningsutveckling
Antalet invånare i kommunen Gressy
| Referens: INSEE |